# هیدی استروپ
هیدی استروپ (دانمارکی: Heidi Astrup؛ زادهٔ ۳۱ مهٔ ۱۹۷۲) بازیکن هندبال اهل دانمارک بود.
از افتخارات وی میتوان به کسب مدال طلا به‌همراه تیم ملی هندبال زنان دانمارک در بازی‌های المپیک تابستانی ۱۹۹۶ اشاره کرد. 